# Fectio
Fectio, v stari nizozemščini znan kot Vechten, je bil rimski kastelum v provinci Spodnja Germanija, ustanovljen leta 4 ali 5 našega štetja. Nahajal se je na mestu, kjer se reka Vecht ( Fectio ) odcepi od Rena in vodi do jezera Flevo, ki naj bi kasneje postalo Zuiderzee. To je bilo blizu sodobnega zaselka Vechten v občini Bunnik, Utrecht, Nizozemska.

## Zgodovina

### Oskrbovalno taborišče od 4/5 do 69/70 AD
Utrdba je bila zgrajena kot lesen z zemeljskimi deli zavarovan tabor že v času prvega cesarja Gaja Avgusta Oktavijana, morda v letih 4/5 našega štetja, ko je bil Tiberij drugič vrhovni poveljnik v Germaniji. V prvih desetletjih je doživel vsaj šest gradbenih faz in je po napisih in drugih najdbah sodeč verjetno služil kot oskrbovališče, morda tudi kot operativna pehotna in mornariška baza. Utrdba je verjetno služila kot izhodišče za čezmejne kaznovalne vpade. Leta 40 našega štetja je cesar Kaligula obiskal utrdbo Fectio na poti v Lugdunum Batavorum starodavni Brittenburg, kar dokazuje napis na cesarskem vinskem sodu. Pod Gnejem Domicijem Korbulom od leta 47 je garnizijsko mesto izgubilo ofenzivni značaj in je bilo zdaj obrambno usmerjeno. V svoji zgodnji fazi (4/5 do 69/70 AD) je bilo taborišče zasnovano kot nepravilen štirikotnik, velik približno 4,5 hektarja, odprt do brega Rena, vendar širok 5,40 m na treh kopenskih straneh jarka v obliki črke V in obdan z leseno-zemljeno steno. Arheološke najdbe iz tega obdobja vključujejo tri horree in druge lesene konstrukcije, obrežne utrdbe, pomole in ostanke ladij. Obsežni sledovi poselitve zunaj območja utrdbe (vključno s številnimi vodnjaki) kažejo na obstoj velikih kanab. Pod cesarjem Klavdijem je Fectio postal del Spodnje Germanskega limesa. Med Batavsko vstajo v letih 69/70 našega štetja je bila utrdba uničena oz. požgana, o čemer priča debel sloj pepela. Kasneje jo je obnovil konjeniški eskadron.

### Tabor za pomožne enote (lesno-zemeljska konstrukcija) med leti 70 do 150 AD
Od Vespazijanovih časov je Fectio kot lokacija za najprej delno namestitev pomožnih čet končno postal del spodnje germanskega limesa. Po povišanju površine za približno dva metra je bila zgrajena 2,6 ali 2,7  ha velika leseno-zemeljska utrdba v obliki nepravilnega štirikotnika. Proti Renu je bil obrnjen s široko pretorialno fronto (čelo) in je bil z vseh strani obdan z obzidjem in jarkom. Najti je bilo le nekaj sledov notranje gradnje. Znane stacionarne čete so bile II. kohorta Brittonum (ali Britannorum ) vojaška konjenica (od leta 70 do 78/80 n. št.) in I. kohorta konjenice Flavia Hispanorum (od 78/80 do okoli 100 n. št.). Slednja je bila verjetno nameščena v Vechtnu istočasno kot neznana kohorta. Čete iz obdobja med približno letom 100 našega štetja in sredino 2. stoletja našega štetja poimensko niso znane.

### Kastel za pomožne enote (kamniti) od leta 150 do 270/275 AD
V času vladanja Antonina Pija, med leti 138 in 161 AD, je bila trdnjava obnovljena z uporabo opek in kamna. Okoli sredine 2. stoletja našega štetja je bila leseno-zemljena utrdba nadomeščena s kamnito utrdbo in jo je zasedla rimska pomožna enota Ala I. Tračanov (Ala I Thracum), ki je bil prej nameščena v rimski provinci Britaniji. Kamnita utrdba je sledila tlorisu prejšnje stavbe in je z merami okoli 150 m × 180 m zavzemala okoli 2,7 ha površine. Obdana je bila z 9,40 m širokim jarkom in kamnitim zidom. Iz notranjosti je bil viden kamniti principij in pretorij, prav tako iz kamna pa tudi ostanki nekaterih lesenih stavb. Konec 2./začetek 3. stoletja je zamuljenje rokava Rena, na katerem je bil Fectio, ki se je začelo že v zadnji četrtini 1. stoletja našega štetja, tako napredovalo, da je dostop iz reke ni bilo več mogoče. V več kot dveh stoletjih in pol svojega obstoja je bil tabor večkrat opustošen in obnovljen, dokler gradišče končno – po arheološko dokazanih sledovih požara po zadnjem uničenju v letih 270/275 našega štetja – ni bilo več. prezidan in dokončno opuščen.